# Emiliano Mammucari
Emiliano Mammucari (né le 15 avril 1975 à Velletri) est un dessinateur de bande dessinée italien. 

## Biographie
Dessinateur réaliste actif depuis 1998, il travaille notamment pour Sergio Bonelli Editore, la principale maison d'édition de bande dessinée d'aventures en Italie. Sa série Orphelins (it) (Orfani), qu'il dessine sur des scénarios de Roberto Recchioni et qui est publiée depuis 2013 en Italie, est la seule à avoir été traduite en français.

## Récompenses et distinctions
- 2014 : Prix XL pour Orphelins (it) (avec Roberto Recchioni)